# Meioneta galapagosensis
Meioneta galapagosensis är en spindelart som beskrevs av Léon Baert 1990. Meioneta galapagosensis ingår i släktet Meioneta och familjen täckvävarspindlar. Inga underarter finns listade i Catalogue of Life.